# Collegium Marianum w Poznaniu
Collegium Marianum – wczesnomodernistyczny gmach szkolny, zlokalizowany na Wildzie w Poznaniu, przy ul. Różanej 17.
Budynek został zaprojektowany przez poznańskiego architekta – Adolfa Pillera (autora m.in. Kolegium Zembala) w 1933, kiedy to Jan Sajdak, profesor UAM i twórca Katedry Filologii Klasycznej, założył w tym miejscu prywatne gimnazjum.
Architekt zastosował się do purystycznych rozwiązań stylu międzynarodowego lat 30. XX wieku. Prawie cała elewacja jest cofnięta w stosunku do dwóch bocznych ryzalitów i w dużym stopniu przeszklona dzięki licznym, powtarzalnym otworom okiennym. Górna część ryzalitów cofa się prawie do linii elewacji.
Od 1966 w budynku Collegium Marianum funkcjonowało Technikum Poligraficzno-Księgarskie im. Joachima Lelewela. W 1972 umieszczono tu także Technikum Łączności nr 2. Obie szkoły połączono w 1977 w Zespół Szkół Zawodowych nr 6, przeniesiony w 2002 na ul. Działyńskich.
Obiekt był siedzibą Wyższej Szkoły Komunikacji i Zarządzania. Obecnie pod nazwą „Budynek CR” wchodzi w skład Uniwersytetu WSB Merito w Poznaniu.
Bezpośrednio do budynku Collegium Marianum przylega kamienica zrealizowana przez Josepha Leimbacha w ramach wczesnego ruchu spółdzielczego. W pobliżu znajdują się też: willa Bajerleina, szkoła przy ul. Różanej, budynek Spar- und Bauverein oraz Paulinum.